# 1740 en science-fiction
| Années de la science-fiction : 1737 - 1738 - 1739 - 1740 - 1741 - 1742 - 1743    |
| Décennies de la science-fiction : 1710 - 1720 - 1730 - 1740 - 1750 - 1760 - 1770 |

L’année 1740 a connu, en matière de science-fiction, les faits suivants :

## Naissances et décès

### Naissances
- 6 juin : Louis-Sébastien Mercier (mort en 1814), un écrivain français du mouvement des Lumières, auteur d'un roman d’anticipation.